# Ленинградская пейзажная школа

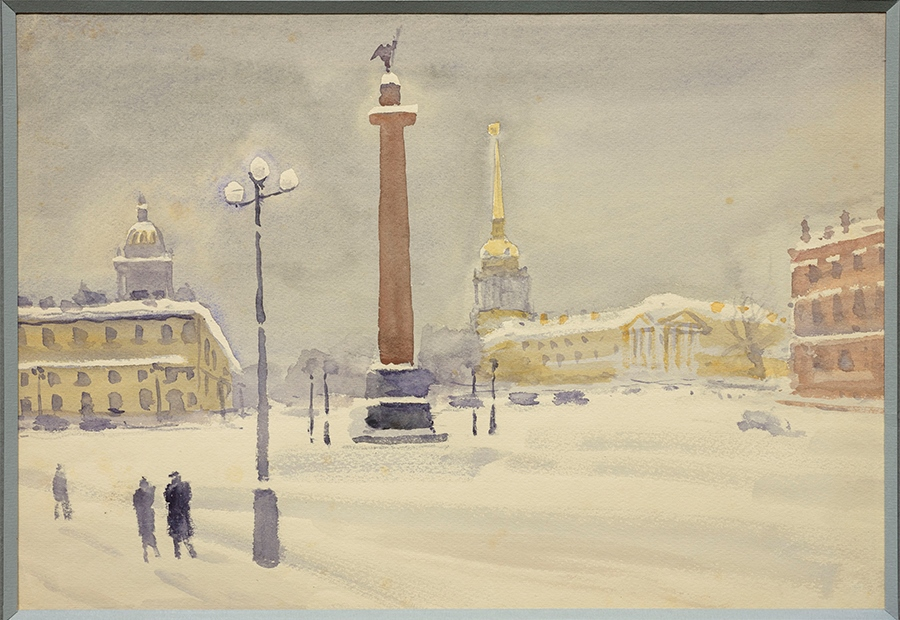
Н. Лапшин. Пейзаж с Александровской колонной. 1939

Ленинградская пейзажная школа, — группа живописцев, работавшая в 1930-х — 1940-х (некоторые исследователи расширяют временные рамки её существования — 1920-е — 1950-е годы). Определение «ленинградская пейзажная школа 1930-х — 1940-х годов» — было предложено искусствоведом А. И. Струковой в её диссертации и книге «Ленинградская пейзажная школа 1930—1940-е годы». Ранее в 1971 году Л. В. Мочалов в статье о В. Пакулине называл имена художников, объединённых, по его выражению, «ленинградской пейзажной традицией, сложившейся в Ленинграде во второй половине тридцатых годов» — среди них, «в первую очередь», Н. Тырса, В. Гринберг, А. Ведерников, к ним, по мнению Мочалова, примыкал и В. Пакулин. Термин «ленинградская пейзажная школа» по отношению к В. Гринбергу, Н. Тырсе, Н. Лапшину, А. Успенскому, А. Ведерникову, В. Пакулину и «отчасти» А. Русакову использовался Мочаловым во вступительной статье к каталогу выставки работ В. Гринберга (1976). Позднее Мочалов использовал выражение «ленинградский пейзаж конца 1920—1930-х годов» и «Ленинградская живописная „школа“ 1920—1930-х годов». В своём обзоре «Городской пейзаж ленинградских художников 1930-х — 1940-х годов» (1981) искусствовед П. Ефимов называет круг ленинградских художников, преимущественно работавших в жанре пейзажа, «ленинградская школа городского пейзажа», «ленинградская пейзажная школа». По определению А. Морозова это «своеобразная школа камерного пейзажа, возникшая в Ленинграде». Искусствоведы А. Дмитренко и Р. Бахтияров называют эту группу художников школой «ленинградского камерного пейзажа». По мнению М. Германа (1989), о «„ленинградской школе“ 1930-х годов» нельзя говорить «как о цельном, концентрированном явлении с общими корнями, принципами и целями». С последним согласен и С. Даниэль (2001).
Понятие используется в отношении «своеобразной группы живописцев» (выражение Н. Радлова), живших и работавших в Ленинграде в 1930-х — начале 1940-х годов, чьё творчество по своему мировосприятию, художественной форме и методу работы имело много общих черт, позволивших А. Струковой в её кандидатской диссертации (2008), а затем и в книге (2011) говорить о данном явлении как о школе. «Не настаивая именно на этом термине — „ленинградская пейзажная школа“, — пишет А. Струкова, — мы считаем, что необходимость как-то обозначить достаточно целостное явление назрела». В своей диссертации, а позднее и книге, вышедшей в 2011 году, А. Струкова исследует творческий метод, технику и технологию живописи; взаимодействия между отдельными художниками, вводит в научный оборот документы, письма, записи и воспоминания художников этого круга и близких им людей.

## Проблема терминологии
Термин «Ленинградская школа живописи», под которым подразумевалась прежде всего пейзажная живопись, впервые упоминается в 1976 году Л. В. Мочаловым во вступительной статье к каталогу выставки работ В. А. Гринберга. Впоследствии Мочалов использует определение «ленинградский пейзаж конца 1920—1930-х годов», включая в круг его мастеров Н. Тырсу, Н. Лапшина, В. Гринберга, А. Русакова, А. Ведерникова, В. Пакулина и отмечая «типологическое родство их пейзажного творчества». В публикациях некоторых авторов (Мочалов, Успенский, Козырева, Морозов), посвящённых художникам этого круга, их объединяют под разными названиями: «ленинградская живописно-графическая школа»; «ленинградская пейзажная школа», «сложившаяся к концу 1930-х годов», «школа ленинградского пейзажа». В статье о Н. Ф. Лапшине Б. Сурис употребляет термин «ленинградская школа» в отношении Лапшина, Тырсы, Гринберга, Русакова, Пакулина, Ведерникова и «ряда других» — ленинградских мастеров, которые сказали новое слово в теме городского пейзажа, раскрыв «живописную красоту» Ленинграда, как до них «Мир искусства» открыл его «графическую» красоту.
Основным критерием включения в «ленинградскую пейзажную школу 1930—1940 годов» именно этих художников А. Струкова считает наличие определенных закономерностей как в выборе сюжетов (преимущественно городской пейзаж, виды Ленинграда), так и в средствах воплощения, характерных для их творчества («культ индивидуального переживания», «созерцательность», «приглушенная цветовая гамма», «туманная атмосфера»). Они отличают школу от других работавших тогда в Ленинграде художников различных направлений: от устойчивой для Ленинграда традиции «Мира искусства»; авангардистов; соцреалистов; неоакадемистов-пейзажистов (С. А. Павлов и Н. И. Дормидонтов) и, наконец, от таких своеобразных мастеров, как А. Л. Каплан, Д. Е. Загоскин, С. Б. Юдовин, чьё творчество питалось народным еврейским искусством.

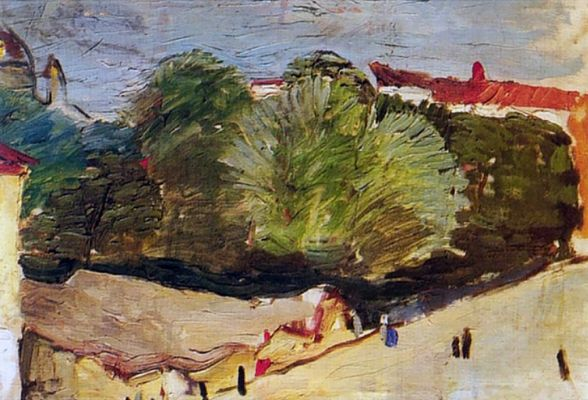
А. Е. Карев. Городской пейзаж. Андреевский рынок. 1927 (?)

Большинство художников, входящих в ленинградскую школу, объединяли, кроме творческого метода и ряда общих принципов, обучение у педагогов К. П. Петрова-Водкина, А. И. Савинова, О. Э. Браза, с 1910-х годов находившегося под влиянием новейшей французской живописи. А. Морозов среди тех, кто «формально или неформально» оказал воздействие на сущность и форму живописи «ленинградской школы» называет тех же Карева, Петрова-Водкина, Савинова и В. Лебедева. Исследователи особенно выделяют живописца и педагога А. Е. Карева, стоявшего, по мнению некоторых, у истоков школы, при этом отмечаются искания Карева в области пейзажной живописи, начинающиеся с середины 1920-х годов. По-своему перерабатывая принципы живописи импрессионистов и модерна («Голубая роза», группа «Наби», В. Э. Борисов-Мусатов), он пришёл к «более целостному, обобщённому видению мира и человека», при этом пейзаж Карева наделён настроением, для него характерны передача внутреннего состояния автора, его «отношения к изображаемому». Карев уделял особое внимание взаимовлиянию цветов, поиску гармонии в их сочетании, работе в живописи большими цветовыми плоскостями, декоративности пространства картины. Ученики Карева — его школу прошли некоторые участники объединения «Круг», — с воодушевлением восприняли живописные опыты своего педагога и обратились преимущественно к пейзажному жанру. К молодым художникам вскоре примкнули мастера старшего поколения. В то же время Л. Мочалов отмечает, что «было бы несправедливо» приписывать создание «„школы“ ленинградского пейзажа» только Кареву. Его учениками были лишь Пакулин и Почтенный, некоторое время — Ведерников. Главное значение, по мнению искусствоведа, имеет собственно влияние идей Карева и системы, созданной им, на молодых художников.
Как отмечает А. Ю. Чудецкая, определяя часть художников, до 1932 года состоявших в «Круге», и мастеров, близких к ним, с использованием термина «школа», «следует прибегнуть к оговоркам». «В строгом смысле слова» это была не школа, так как художники не были связаны между собой отношениями «учитель-ученик», а некоторые из них не были близко знакомы. Здесь подразумевается, по мнению Чудецкой, прежде всего «общность взглядов».
По словам А. Успенского, понятие «школа» по отношению к ленинградским пейзажистам, используется не в качестве определения ученической общности, а, как и в случае с «саратовской живописной школой», оно отражает «объединенность … пространством — петербургской топографией, помноженной на genius loci».
«Своеобразная группа живописцев», как феномен изобразительного искусства 1930-х, была отмечена в 1935 году критиками Ю. Бродским и Н. Радловым в связи с открытием Весенней выставки в Русском музее. По словам Радлова, их «лирическое искусство … может быть, ещё несколько замкнутое в рамках кабинетных переживаний, не только обладает большими формальными ценностями, но отвечает естественному стремлению к поэтизации окружающего нас мира». Среди этих мастеров он называет и уже состоявшихся Тырсу и Лебедева, и «раскрывшихся впервые» — Лапшина, Гринберга, Прошкина, Успенского. Бродский отмечает «интересную группу живописцев» с «большой художественной культурой», работающую в лучших традициях французского импрессионизма. Однако, по словам Бродского, пейзажи этих художников «пассивны», главную роль в них играет природа, человеку же отводится второстепенное значение, воля его «растворена» в природе.

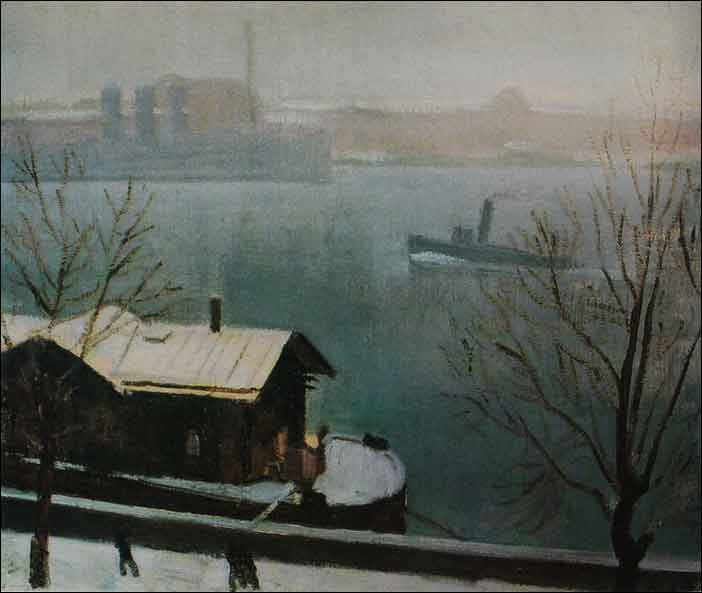
Н. Ф. Лапшин. Нева. Первый снег. 1934

Л. Мочалов считает, что творчество этих художников не принадлежало ни к одному из двух на тот момент магистральных путей искусства — ни к господствовавшему социалистическому реализму, ни к авангарду, художники которого продолжали жить и работать в Ленинграде. Поэтому критик отметил метод этих художников и выделил как «третий путь» развития ленинградского искусства. Понятие «третьего», «альтернативного пути» в 2001 году было использовано A. A. Русаковой в том числе и в отношении «А. Карева и его последователей». Н. Плунгян обращает внимание, что понятие «альтернативного пути» А. Русаковой, сосуществует наравне с предложенным А. И. Морозовым термином «отпадение», связанным с периодом конца 1930-х — начала 1940-х гг., и введенным Ю. Я. Герчуком понятием «тихого искусства», относящегося уже к послевоенной эпохе.
В 1977 году искусствоведы В. А. Гусев и В. А. Леняшин (впоследствии академики РАХ) в статье «Искусство Ленинграда» отмечали, что понятие «ленинградское искусство», которое пытаются закрепить за различными течениями и направлениями в изобразительном искусстве города, «более ёмкое, многомерное, основанное на внутреннем творческом взаимодействии явлений, самых разных по масштабу, интонации, характеру. … В этом понятии — единство художников разных поколений». Своё мнение по этому вопросу Гусев и Леняшин не изменили и несколько лет спустя.
М. Герман считает, что говорить о «„ленинградской школе“ 1930-х годов» «как о цельном, концентрированном явлении с общими корнями, принципами и целями» нельзя: «Лапшин, Ведерников, Тырса, Карев, Гринберг, Верейский, Остроумова-Лебедева, Пакулин, Успенский и другие, — не все были единомышленниками; многие из них едва были знакомы, а то, что порой роднило их работы, лежало скорее не в сути их индивидуальностей, но в атмосфере петроградско-ленинградской художественной культуры, „омывавшей“, так сказать, их внутренние миры, но не определявшей их». Он причисляет этих мастеров, как и многих других, в чьём творчестве соединились «авангард и традиция», «молчаливых, неагрессивных нонконформистов» к «третьей струе» советского изобразительного искусства. Как считает А. Струкова, определение «ленинградская пейзажная школа» употреблялось до 1989 года и было «изгнано» из научного оборота в отношении рассматриваемого круга художников именно после высказывания Германа. С мнением Германа солидарен и С. Даниэль, отмечающий, что: «следовало бы говорить не о школе или школах, схематизируя историческую реальность, а об особенном характере живописной культуры, в новых формах продолжавшей существовать на петербургской почве». Главную роль в осуществлении преемственности традиций петербургской живописи Даниэль отводит Петрову-Водкину. В свою очередь А. Струкова полагает, что замыкаясь на личности лишь одного художника (Петрова-Водкина), Даниэль «по-видимому, уже совершенно отвлекается от творчества поименованных выше мастеров».
В статье «Николай Лапшин в панораме ленинградского пейзажа (1920—1930-е годы)» (2005) Л. Мочалов делает оговорку, что «не претендует на создание истории ленинградского пейзажа 20-30-х годов», а круг названных им мастеров может быть расширен, тем не менее указывает, что именами тех, кого называет он «основными» — Лапшин, Тырса, Гринберг, Русаков, Ведерников, Пакулин и примыкающий к ним, самый старший, Суков — «ядро художественного явления очерчивается уже достаточно чётко».
В 2018 году живопись этих художников под названием «Ленинградская пейзажная школа» была представлена вместе с произведениями участников других неформальных художественных сообществ северной столицы периода между двумя мировыми войнами в проекте «Модернизм без манифеста». Отдельные залы были отведены для работ Ведерникова, Русакова и Гринберга.

## Художники

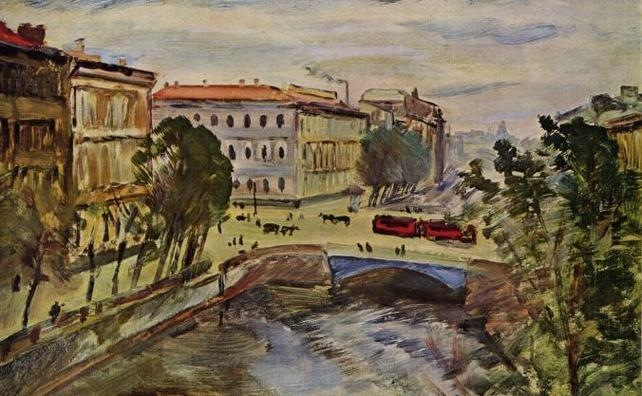
Н. Тырса. Мойка у Синего моста. 1933

В своём очерке «Городской пейзаж ленинградских художников 1930-х — 1940-х годов» П. П. Ефимов рассматривает пейзажные работы Карева (называя того основоположником школы), Русакова, Пакулина, Ведерникова, Лапшина, Тырсы, Гринберга, Емельянова и отмечает, что, не имея достаточного материала, не обращался к обзору творческого пути «крупных мастеров пейзажа» — Траугота, Почтенного, Ермолаевой, Загоскина, Павлова. К кругу художников ленинградской пейзажной школы он причисляет также В. В. Сукова (1865—1942).
Первыми фигурами ленинградского камерного пейзажа исследователи иногда называют Н. Ф. Лапшина (Сурис) и В. Гринберга (Струкова, Е. Дёготь). К художникам довоенной школы ленинградского пейзажа иногда причисляются: А. П. Почтенный, Г. Н. Траугот, Б. Н. Ермолаев, Н. Д. Емельянов, Я. М. Шур, С. А. Чугунов, В. Прошкин.
Школа прекратила своё существование в первые годы войны. Несколько художников погибли во время блокады Ленинграда — Николай Лапшин, Николай Тырса, Владимир Гринберг, Алексей Карев, Алексей Успенский и на фронте — Юрий Сырнев. Ещё до войны был репрессирован и расстрелян Н. Емельянов. А. Пахомов оставил живопись, сосредоточившись на иллюстрации книг. Русаков, Траугот и Пакулин остались и работали в осаждённом городе. Большая живописная серия блокадных пейзажей Вячеслава Пакулина является вершиной его творчества. Художники продолжали свою работу и в послевоенные годы, но уже не в таком взаимодействии, как до войны.

## Проблема выбора жанра

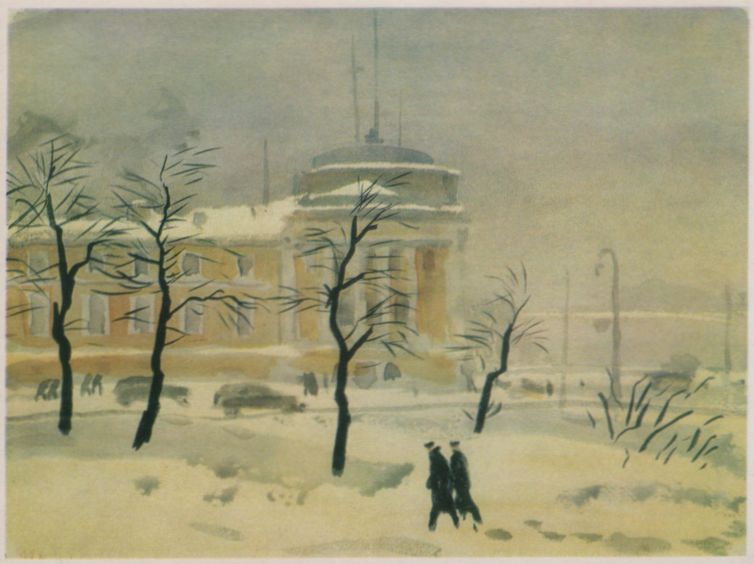
Н. Ф. Лапшин. Зима. Адмиралтейство

Как отмечает Л. Мочалов, в 1910-е — 1920-е годы в Петербурге-Петрограде-Ленинграде в жанре пейзажа работали всего несколько очень разных мастеров — И. Бродский, А. Рылов, Р. Френц, Карев, С. Павлов, в последующий период творчество художников, пришедших в стремительно развивающийся ленинградский пейзаж, имеет общие черты.
По мнению П. Ефимова, молодые художники — ученики Карева и участники объединения «Круг» — обратились в начале 1930-х годов преимущественно к пейзажному жанру, потому что в нём увидели средство для выражения своих впечатлений от действительности, преображённой революционными изменениями. Как указывает Л. Мочалов в статье «Николай Лапшин в панораме ленинградского пейзажа» (2005), в ленинградском изобразительном искусстве второй половины 20-х — начала 30-х годов на первый план выходила «острота выражения», а не смысловое содержание картины. Так, В. Лебедев, в отличие от Петрова-Водкина, строившего свои картины с использованием «сложного ассоциативно-символического подтекста», смысл выражал через «характер изображения» ясного, аскетичного, максимально сжатого. Изображение, освобождённое от какой-нибудь связи с «литературой», было доступно зрителю любого уровня подготовки. «Круговцы», с их программным устремлением «через картину к стилю эпохи», ощущали противостояние живописи станковой и монументальной («производственной»), обозначившееся в 1920-х годах, когда предпочтение отдавалось именно последней, за ней видели будущее, в ней находили средство преобразования всего окружающего мира. Как отмечает Мочалов, под влиянием «вульгарного социологизма» живопись станковая объявлялась «индивидуалистической» и «буржуазной», в то время как монументальная признавалась соответствующей «коллективным основам новой жизни». «Круговцы», будучи в подавляющем большинстве станковистами, стремились к синтезу двух таких различных типов «художнического мышления» — решение проблемы им виделось в «эскизности» картины, её незавершённости, живописи, выполненной легко, расковано, без пастозного мазка. Наиболее подходящим (при том, что к началу 1930-х для развития монументальной живописи в СССР так и не сложились определённые условия), для отражения духа эпохи в этой связи представлялся пейзаж, а не традиционное сюжетное полотно.

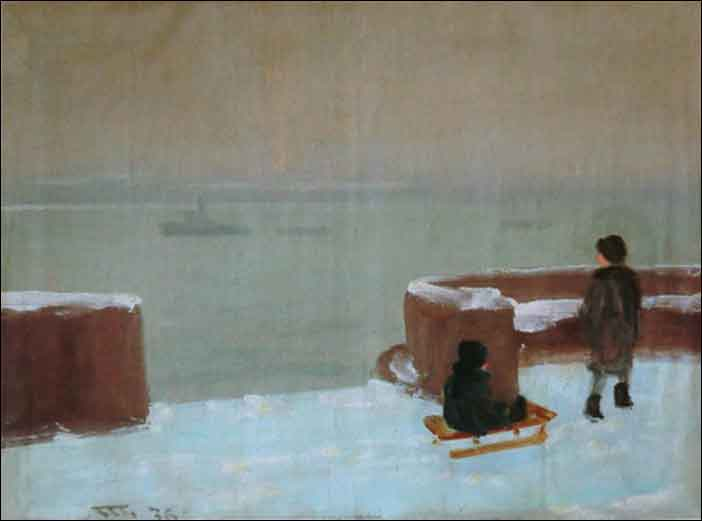
В. А. Гринберг. Набережная Невы зимой. 1936

Московская школа к началу 1930-х годов имела давнюю историю освоения и переработки открытий новейшей французской живописи. Художники Москвы уже в 1900—1910-х годах имели больше возможностей для изучения творчества импрессионистов, постимпрессионистов и фовистов, так как в городе имелись прекрасные собрания произведений мастеров этих направлений (например, коллекции Щукина и Морозова). По словам Мочалова, Москва «успела переболеть и насытиться французами», и в 1920-х годах для нового поколения московских художников достижения французской живописи уже не играли такой роли, как для их учителей (А. Архипова, К. Коровина, И. Машкова, Р. Фалька и др.). Одно из видных молодёжных художественных объединений — ОСТ декларировало «отказ от эскизности как явления замаскированного дилетантизма», «отказ от псевдосезаннизма как разлагающего дисциплину формы, рисунка и цвета», «стремление к законченной картине». В основе ви́дения художников ОСТа проблемы современного стиля лежало обращение к «формам современной техники, промышленности, строительства», их объектом была урбанизированная среда. «Круговцы» своё отношение к «стилю эпохи» выразили менее чётко. В отличие от творчества большинства ОСТовцев, прошедших школу промышленного дизайна, для произведений «круговцев» характерны «мягкость, теплота, лиризм». Критики круговцев требовали «дерзнуть и взяться за разработку больших и сложных тем», упрекая их в неспособности уйти «от творческой импотенции» из-за «французской болезни».
По А. Морозову «бегство в природу» в 1920-х—1930-х и вплоть до 1960-х годов было одним из важнейших направлений «отпадения от официоза» — того пласта советского искусства, которое в силу своей аполитичности не примыкало ни к соцреализму, ни к авангарду. Петербургская Академия в соперничестве с «московской школой» декларировала обновление большеформатной тематической композиции. Однако части ленинградских художников это направление развития официального изобразительного искусства было чуждо. Морозов среди них называет В. Лебедева, Н. Тырсу, В. Конашевича, «круговцев». Некоторые из них ушли в книжную иллюстрацию, оформительские работы, сценографию, часть — в «камерный станковизм». Среди последних Морозов выделяет художников «своеобразной школы камерного пейзажа, возникшей в Ленинграде» — Гринберга, Ведерникова, Русакова, Лапшина.

## Влияние русской и французской традиций

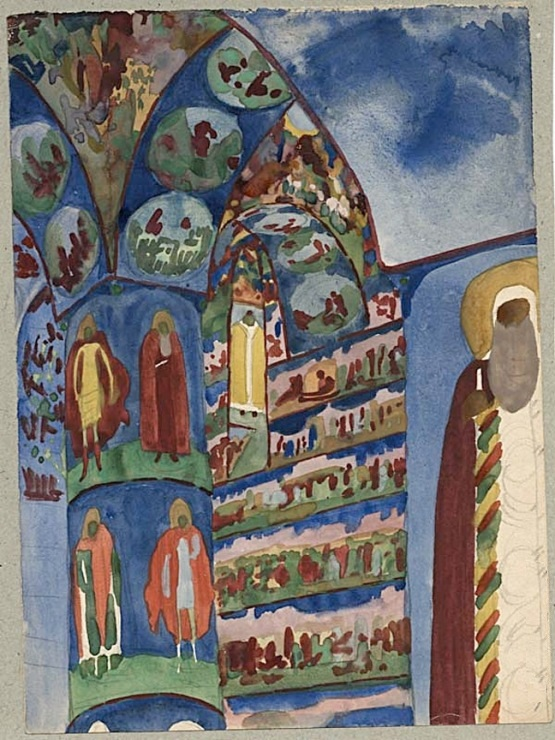
Н. Тырса. Интерьер церкви Николы Мокрого в Ярославле

Исследователи отмечают, что на формирование ленинградской школы пейзажной живописи оказали влияние многочисленные традиции, прежде всего, русская. Так, А. Морозов указывает характерные особенности работ художников школы, как и многих «выучеников Академии Художеств» 1920-х — 1930-х: «плоскостно-декоративное видение пространства» и особенный высветленный колорит живописи, восходящие к В. Э. Борисову-Мусатову; «светоносная пленэрность этюдов В. А. Серова»; «холодноватая гамма мирискуснического пейзажа».
«Вероятно, это можно истолковать как плодотворную ветвь североевропейского модерна, идущую от Бельгии (отсюда естественная близость питерцев и рижской „школы Пурвита“, ставшей формирующим стержнем национальной живописи Латвии. Примечательное взаимное тяготение последней и живописного символизма „Голубой розы“ создает некое поле ценностей, в котором и развивается альтернативный официозу камерный станковизм ленинградской школы тридцатых годов.»
Присутствовало также влияние, хотя и не первостепенное, русского народного искусства, городского изобразительного фольклора (вывеска), примитива. В 1930-м году в Ленинграде прошла выставка произведений Нико Пиросманишвили, которая произвела на местных художников большое впечатление. Об этой выставке и воздействии живописи Пиросманишвили рассказывает в своих автобиографических записях Лапшин. 
В отдельных случаях наблюдается влияние древнерусской живописи. Тырса и Ведерников изучали и копировали древнерусскую фреску. В 1910—1917 годах Тырса принимал участие в поновлении росписей церкви Святого Василия на Овруче, вместе с Н. Рерихом расписывал Спасскую церковь в Талашкине. Лапшин в 1911—1912 годах слушал лекции по истории древнерусского искусства, которые читал Н. Покровский в петербургском Археологическом институте.
От академизма ленинградскими пейзажистами были позаимствованы стремление к верному изображению пропорций, сдержанная цветовая палитра, чувство материала, умение раскрыть его достоинства. В отдельных случаях проявляется даже академический салон с его «отточенным и узнаваемым приёмом», стремлением не просто отобразить красоту, но и с помощью её преобразовать окружающий мир. Так, Лапшин интересовался творчеством Пюви де Шаванна и Альма-Тадемы. В отношении Тырсы и Успенского их интерес к салону документально не зафиксирован, но, по мнению Струковой, в их зрелый период, приходящийся на 1930-е годы, влияние его, особенно в сериях изображений цветов и жанре ню, у этих художников сказывается очень сильно.

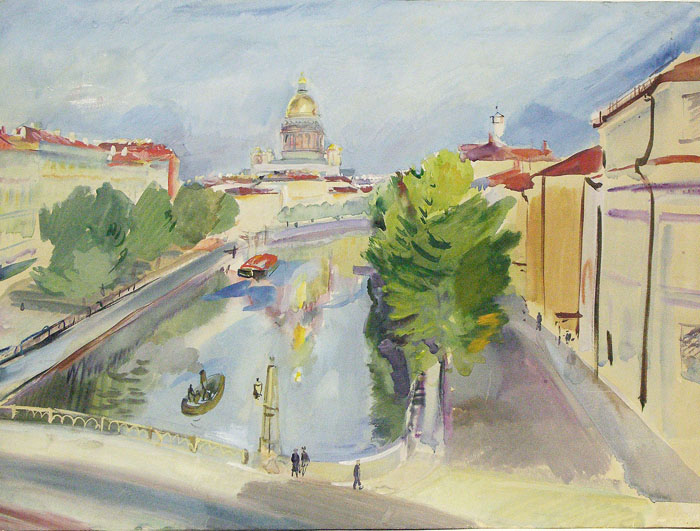
А. А. Успенский. Ленинград. Мойка

С. М. Даниэль применительно к группе ленинградских пейзажистов (считая, что это не «единое целое, а ряд относительно автономных художественных явлений, связанных общей культурной атмосферой») называет «принципиально важным» слова Е. Замятина о «семенах нового французского искусства», скрещённых «со старой русской живописной культурой»: «По сути дела, этим скрещением традиций Востока и Запада и определяется магистральная линия живописной культуры переименованного Петербурга».
Л. Мочалов называет следующих художников, творчество которых повлияло на ленинградских пейзажистов: Матисс (отчасти), Марке, Дюфи, Боннар, Вюйар, а сам их метод — «творческой переработкой импрессионистических и постимпрессионистических традиций». Известно, что у Лапшина, Лебедева, Пунина, Тырсы и других вошло в обыкновение собираться в неформальной обстановке, чтобы «поговорить о французской живописи». О таких собраниях у Успенского вспоминал после его гибели в 1941 году Николай Лапшин. Пишущие о ленинградской школе исследователи упоминают «об осознанном „маркизме“ её представителей». Л. Мочалов отмечает, что художников, вполне оправданно ориентировавшихся «на более сильного соперника» (французских мастеров), «иногда шутя, иногда с оттенком завистливого недоброжелательства, … называли „ленинградскими парижанами“, или „маркистами“ (от Марке). Они не обижались, не протестовали». В довоенном Ленинграде бытовало выражение « художник французит…», — пишет в блокадном дневнике Остроумова-Лебедева. Н. Лапшин в своих автобиографических записях (1941) называет себя и А. Ведерникова «последователями Марке». Прозвище «маркисты» закрепилось за Гринбергом, Ведерниковым и Лапшиным, которым современники ставили в укор подражание Марке.
В этой связи А. Чудецкая пишет: «Несомненно, многое было схожим и в подходе к изображению натуры: обобщённость цветового пятна, пластический лаконизм. Однако, когда начинаешь внимательно анализировать пейзажи „маркистов“, сравнивая их камерные пейзажи с артистической живописью знаменитого фовиста, видно, насколько ближе они к традиции отечественного искусства, к образам Ленинграда — Санкт-Петербурга, созданным М. В. Добужинским и А. П. Остроумовой-Лебедевой, нежели к образному строю фовизма». Обвинения официальной критикой художников в отрыве от отечественной традиции, по мнению Чудецкой, вскрывают конфликт между самостоятельно развивавшимся, аполитичным камерным пейзажем и «советской версией академизма» — соцреализмом.
Для этого круга советских художников апелляция к французам имела непосредственное отношение к творческому методу, и французское искусство ими воспринималось не как совокупность устоявшихся норм, а как средство выражения, как «авторитетная форма», использовавшаяся ими для решения своих задач. Это подчёркивает приоритетное значение в их творчестве формальных проблем.

«Верность французской живописи выстраивала систему отношений с внешним миром, это был опознаваемый знак „ своего круга“ … противопоставлявшегося диктату соцреализма».
Ещё одной стороны явления коснулась А. Струкова. По её мнению, в эпоху культа личности, с его мини-культами, проникшими во все сферы жизни, художники создавали собственный культ. Образцами для себя они считают «Марке, Матисса, Ренуара, Дюфи и постоянно подчёркивают стилистическую и образную преемственность по отношению к их творчеству».

## Творческий метод

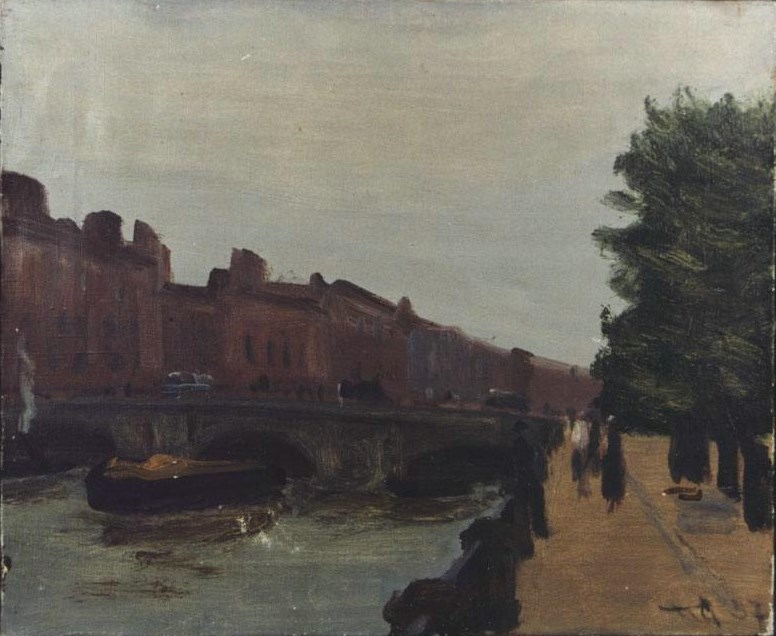
В. Гринберг. Городской пейзаж. Ленинград. Х., м., 1937

Как отмечает Л. Мочалов, критерием эволюции ленинградского пейзажа конца 20-х — начала 30-х годов явился «некий общий творческий метод», который он определяет как «широкое видение натуры, специфическая целостность живописного образа», достигаемая при помощи «согласия крупных цвето-тональных масс». Целостность, передающая и саму природу и «живое отношение» художника к изображаемому. Причём сами художники следовали этому методу сознательно.
Живописная система художников школы строится на следующих принципах: выверенная конструктивная построенность, строгий отбор компонентов избранного мотива, лаконизм колористического решения, точно попадающего в «характер времени и места». Творческий метод, а также техника и технология живописи художников пейзажной школы подробно рассматривается А. Струковой в работе «Ленинградская пейзажная школа. 1930-е — первая половина 1940-х».
Общими характеристиками ленинградской школы живописи также считаются: простота исполнения; широта живописного приёма; работа «быстрым письмом», alla prima, при обращении к технике акварели, работа по-мокрому. Такая манера исполнения критиками 1930-х годов и более позднего периода считалась признаком эскиза, этюда, а не завершённой картины. «Незавершённость», неотделанность произведения, создававшая ощущение движения, сторонниками «натуралистического принципа изображения» рассматривалась как серьёзный недостаток. Картина, выполненная с высокой степенью детализации, точно организованным рисунком, выверенной композицией, уже с середины XIX века противопоставлялась этюду. В СССР добавилась антитеза пейзаж «идейный» — пейзаж «безыдейный»: «сделанность» была непременным атрибутом первого, работы же художников, исповедовавших широкую, свободную, раскованную манеру исполнения (в том числе ленинградские пейзажисты) жёстко критиковались.

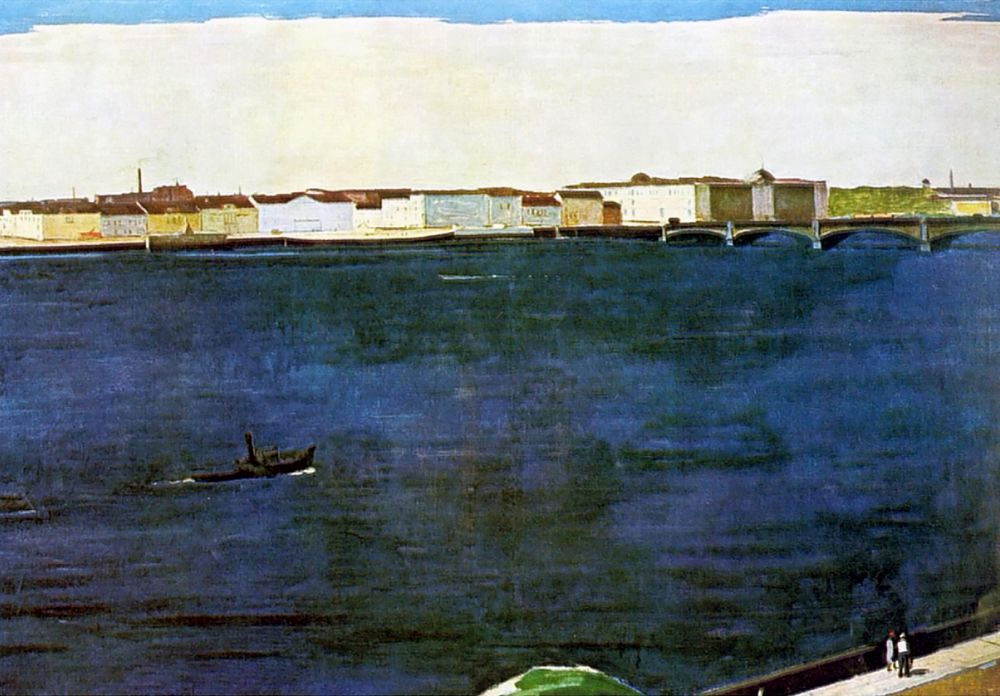
А. Е. Карев. Нева. 1934. Х., м., 173 х 116 см

Важным моментом было сохранение ощущения плоскости в картине; упрощение и обобщение форм и, в то же время, соблюдение архитектурных пропорций, передача их без существенных искажений, акцентирование силуэта.
Цветовая палитра ограничена, господствуют прозрачные, серебристые и мягкие тональные гаммы, размытые контуры предметов. Даже краски работ Тырсы, наиболее «яркого» среди этой группы художников Мочалов называет «нежными». Работы этих мастеров отличаются «типично по-ленинградски изысканной гармонией цветовых отношений».
Художники старшего поколения — В. В. Суков, Н. Ф. Лапшин, Н. А. Тырса преимущественно работали акварелью. Их творчество не совпадает с основным течением ленинградской пейзажной школы 1930-х, главные пейзажи этих мастеров выполнены именно в технике акварели. Гринберг в конце 1930-х годов, работая в Крыму, писал пейзажи сильно разведённой масляной краской, перенося приёмы акварельной живописи на масляную. Таким же образом писал маслом и А. Ведерников — краски на его полотнах, положенные в один слой, по-сырому, приобретают акварельную прозрачность.
Л. В. Мочалов выделяет у художников пейзажной школы следующие качества: «Главенствующая подоплёка творчества — неприятие пережимов, внутренняя уравновешенность, такт, наконец, понимание роли нюансов — того, без чего нет и не может быть подлинного искусства. Упомянутые качества, а также высокая профессиональная культура, тонкий, хорошо поставленный вкус прочно связывают … с традицией ленинградской живописно-графической „школы“ 20-х — 30-х годов».
Художники работали не столько с натуры, сколько по представлению, позволяющему из непосредственных наблюдений натуры силой обобщающего художественного мышления добиться цельности произведения. Так, Карев отстаивал выбор между натурализмом, механическим переносом объекта и обобщением в пользу последнего. Пейзаж обычно создавался по воспоминанию, иногда это были вариации одного и того же постоянно повторяющегося мотива, часто — вид из окна квартиры, мастерской. Так писали Н. Ф. Лапшин, А. Е. Карев, А. И. Русаков, А. С. Ведерников, а также В. В. Лебедев.
Живопись этих художников отличалась колористической сдержанностью, акварельной прозрачностью цвета, мягкими тональными отношениями. И, в известном смысле, противопоставлялась живописи московских художников, связанных с традициями «Союза русских художников» и «Бубнового валета». Г. Поспелов, сравнивая живопись московских художников со школами живописи, существовавшими в Ленинграде, относит к последним, по указанным им характеристикам, прежде всего, школу К. С. Малевича (объединённую его «супрематической системой»), «старопетергофскую школу» его ученика В. В. Стерлигова; школу П. Н. Филонова (объединённую его аналитическим методом), школу М. В. Матюшина (объединённую методом ЗОРВЕД): некоторые определённые признаки отличали также учеников профессора Академии художеств К. С. Петрова-Водкина. Группа ленинградских пейзажистов, «выделявшаяся … из окружающей профессиональной среды» частично пересекалась с группой Детгиза, возглавляемой Лебедевым (туда также входили Тырса и Лапшин).
В стенах Академии художеств обучение студентов продолжало строиться, в определённой мере, по канонам школы академической живописи и рисунка. Хотя академическая, гладкая, манера в советской живописи встречалась редко, преимущество отдавалось импрессионистической «стёртой манере», в которой работало большинство советских художников, начиная с признанных мастеров соцреализма.

## Исследования и выставочные проекты
Искусствоведы, обращавшиеся к изучению творчества отдельных представителей группы, столкнулись с необходимостью обозначения этого явления. Термин «школа» в отношении В. Гринберга, Н. Тырсы, Н. Лапшина, А. Успенского, А. Ведерникова, В. Пакулина и «отчасти» А. Русакова был впервые употреблён Л. Мочаловым в 1976 году во вступительной статье к каталогу выставки В. Гринберга. В 1989 году правомерность употребления этого термина поставил под сомнение М. Герман.
У А. Слуднякова этот термин применяется в узком смысле, как обозначение «традиции архитектурного пейзажа с ориентацией на творчество А. Марке», сформировавшейся в середине 1930-х годов), он также использует бытовавшее в то время прозвище «маркисты». В 1989 году М. Ю. Герман в монографии, посвящённой творчеству художника А. И. Русакова, отмечал, что объединяла ленинградских художников того времени, работавших в жанре городского пейзажа, скорее сама атмосфера «петроградско-ленинградской художественной культуры».
Об отдельных мастерах довоенной ленинградской пейзажной школы писали Л. Мочалов («Пейзажи Вячеслава Владимировича Пакулина», 1971), М. Герман («Александр Русаков», 1989), А. Павлинская («Александр Ведерников», 1991), Б. Сурис («Николай Андреевич Тырса. Жизнь и творчество», 1996; незавершённые монографии о Г. Верейском и Н. Лапшине). Ленинградская пейзажная школа как явление стала темой работ П. Ефимова («Городской пейзаж ленинградских художников 1930-х- 1940-х годов», 1981), А. Морозова («Конец утопии», 1995), Л. Мочалова («Николай Лапшин в панораме ленинградского пейзажа», 2005).
С середины 1990-х годов отмечен рост интереса к творчеству художников довоенной ленинградской пейзажной школы. Он выразился, прежде всего, в проведении как персональных, так и групповых выставок в Санкт-Петербурге и Москве: Государственный Русский музей (выставка «Объединение „Круг художников“. 1926—1932», 2007), ЦВЗ «Манеж» (персональные выставки В. А. Гринберга, 1996; А. С. Ведерникова, 2001; Пакулиных, 2005 — все в рамках выставочного цикла «Судьбы»), Музей А. А. Ахматовой (А. И. Русаков. 1898—1952, 1998), ГМИИ им. А. С. Пушкина («На берегах Невы: Живопись и графика ленинградских художников 1920—1930-х годов из московских частных коллекций», 2001). Подробно вопрос довоенной ленинградской пейзажной школы, творчество художников, объединяемых этим определением, методы их работы рассматриваются в работе А. Струковой «Ленинградская пейзажная школа. 1930-е — первая половина 1940-х» (2011). В критическом отклике на книгу искусствовед И. Карасик подчёркивает, что настало время изучить это направление советского изобразительного искусства, по идеологическим причинам находившееся долгие годы в тени. По мнению Карасик, книга Струковой не лишена недостатков. (Так И. Карасик считает, что временами Струкова представляет школу как сумму вполне определённых правил, некую «догму». Также автор лишь бегло упоминает о мнениях критиков (в частности М. Германа), считавших, что как таковая школа не существовала, но не раскрывает подробнее их позиций.) Тем не менее, подводя итог, Карасик отмечает, что книга — «серьёзное, глубокое и ответственное сочинение».
В 2018 году в Московском музее современного искусства прошла выставка живописи из коллекции Романа Бабичева, включающей почти все имена художников ленинградской школы. Кураторами выставки стали коллекционер Р. Бабичев, искусствоведы Н. Плунгян, М. Силина, А. Струкова, О. Давыдова.

## Влияние
Ленинградская школа живописи 1930-х — 1940-х годов получила продолжение, её традиция дошла до настоящего времени.
Преемниками мастеров школы со второй половины 1940-х годов называют прежде всего художников арефьевского круга (А. Д. Арефьев, Ш. А. Шварц, В. Н. Шагин (Пекшев)), В. В. Громов, учившихся в СХШ вместе с А. Г. Трауготом, сыном художника Г. Н. Траугота, незаурядного педагога, и испытавших его влияние
. Знакомство с работами и творческим методом самого Г. Н. Траугота, также его друзей, прежде всего А. И. Русакова и А. С. Ведерникова оказали влияние на этих художников.
К продолжателям традиции довоенной пейзажной школы причисляется и художник Р. Р. Васми, с детства близко знакомый с Н. Ф. Лапшиным, соседом по коммунальной квартире. Васми знал Лапшина «как замечательного художника и иллюстратора детских книг», Лапшин давал ему уроки рисования. В то же время Васми критически оценивал творческое наследие ленинградской пейзажной школы: «В жанре Марке — Лапшин — Ведерников я чувствовал недостаточность».
Творчеству А. Арефьева и Р. Васми свойственно выражение духа протеста, своеобразно отображённого в творчестве художников ленинградской школы. Согласно установкам соцреализма, художникам требовалось изображать героизм и пафос труда. Вместо этого они писали жанровые сцены, камерные портреты и безлюдные городские окраины.
Традицию ленинградской школы в конце XX — начале XXI века поддерживает петербургский художник Владимир Шинкарёв.

## Комментарии
1. ↑  По отношению к Сырневу, Тырсе, Лапшину, Пакулину, Ведерникову[15].
2. ↑  Объединение «Круг» прекратило своё существование в 1932 году с принятием постановления политбюро ЦК ВКП(б) «О перестройке литературно-художественных организаций».
3. ↑  C 1933 года некоторые из этих художников (Тырса, Ведерников, Ермолаев, Сырнев) работали в литографии, в «Графической лаборатории-мастерской секции графиков ЛОССХ» (1933—1938), «Экспериментальной полиграфической мастерской» (1938—1945). Несколько художников успешно работали в книжной графике, иллюстрируя детскую книгу (Лапшин, Тырса, Сырнев, Пахомов, Лебедев). Некоторые художники — Н. Лапшин, Н. Тырса, А. Карев, в 1921—1926 годах были связаны совместной работой в Музее Художественной культуры.
4. ↑  См. Гусев В. А., Леняшин В. А. Ленинградскому изобразительному искусству шестьдесят лет // Изобразительное искусство Ленинграда. Выставка произведений ленинградских художников. — Л.: Художник РСФСР, 1981. — С. 13—19..
5. ↑  Кураторская группа: Р. Бабичев, Н. Плунгян, М. Силина, А. Струкова и О. Давыдова[42].
6. ↑  Наиболее полно идея монументальной живописи как средства выражения духа эпохи в 1920—1930-х годах была реализована в Мексике такими художниками, как Ороско и Сикейрос при финансовой поддержке государства и полной свободе самовыражения[50].
7. ↑  Ср. слова Георгия Траугота: «Пейзаж по существу включает в себя мировоззрение эпохи»[52].
8. ↑  Морозов видит в этом прозвище «услужливый сарказм»[7].
9. ↑  В 1934 году, летом, в Ленинград приезжал  художник А. Марке, который побывал в нескольких художественных мастерских, в поездках по городу его сопровождал В. Гринберг. Не сохранилось никаких свидетельств, что известный фовист заметил собственное влияние в работах местных мастеров[66].
10. ↑  По мнению Карева, именно плоскость соответствовала «живописной форме выражения» в противовес изображениям иллюзорным, которые являются «механическим протоколом мира — возбудителя»[4].
11. ↑  Однако именно в этой работе Герман отмечает, что единой «ленинградской школы» в 1930 годы не было.